# Ctenopelma rufifemur
Ctenopelma rufifemur là một loài tò vò trong họ Ichneumonidae.